# Knorkator
Knorkator é uma banda criada em Berlim, Alemanha, em 1994. É considerada por alguns como metal industrial, embora possua elementos cômicos em suas letras.
O fim da banda foi anunciado em 14 de Junho de 2008, a última exibição da banda foi em 5 de Dezembro do mesmo ano em Berlim. A razão para o fim do grupo divulgada oficialmente foi que Alf Ator quis deixar a Alemanha e começar uma nova vida na Tailândia.
Em Abril de 2011 a banda anunciou sua volta aos palcos, com seu próximo disco "«Es werde Nicht»".

## Membros
- Stumpen (Gero Ivers) - Vocal
- Buzz Dee (Sebastian Baur) - Guitarra
- Alf Ator (Alexander Thomas) - Vocal / Teclados
- Sebastian Meyer - Bateria
- Rajko Gohlke - Baixo

### Ex-Membros
- Kirk Thiele - Guitarra
- Chrish Chrash - Bateria
- Tim Buktu  - Baixo
- Nicolaj Gogow - Bateria

## Discografia
- A (EP) (1995)
- The Schlechtst of Knorkator (1998)
- Hasenchartbreaker (1999)
- Tribute to uns selbst (2001)
- High Mud Leader - die 1. (2002, as "High Mud Leader (band)|High Mud Leader")
- Ich hasse Musik (2003)
- Zu alt, (2005; DVD+CD / CD+DVD)
- Das nächste Album aller Zeiten (2007)
- Es werde Nicht (2011)
- "We Want Mohr" (2014)
- "Ich Bin Der Boss" (2016)
- "Rette sich wer kann" (2019)